# Ризаше, Заккари
Заккари́ Ризаше́ (фр. Zaccharie Risacher; род. 8 апреля 2005, Малага, Андалусия) — французский баскетболист, играющий на позициях лёгкого форварда. Выступает за баскетбольный клуб «Атланта Хокс». Первый номер драфта НБА 2024 года.

## Ранние годы
Ризаше родился 8 апреля 2005 года в испанском городе Малаге, где его отец, Стефан Ризаше, профессионально играл в баскетбол за «Малагу» с 2002 по 2006 года. Его семья переехала обратно в Лион, где он начал играть в баскетбол в возрасте трёх с половиной лет.
Ризаше присоединился к молодёжной структуре клуба АСВЕЛ в августе 2020 года. В основном он играл за молодёжную команду клуба в чемпионате, где выступают баскетболисты до 21 года.

## Профессиональная карьера

### Франция
Ризаше дебютировал в составе взрослой команды АСВЕЛ в 2021 году в матче национального чемпионата против «Метрополитан 92». Позже в этом сезоне он дебютировал в Евролиге, 18 января 2022 года, в проигранном матче против «Монако» (75:100). В среднем он набирал 12,5 очков и 4,4 подбора за игру в чемпионате Франции.
16 июня 2023 года Ризаше подписал свой первый профессиональный контракт с АСВЕЛ, после чего был сразу отдан в аренду в клуб «Бурк» на сезон 2023/2024. 29 ноября 2023 года он был включён в состав сборной Франции для участия в Матче всех звёзд чемпионата Франции.
На международном уровне Ризаше выступал за «Бурк» в Кубке Европы сезона 2023/2024, где команда вышла в финал, уступив там французской команде «Париж». В апреле Рисаше был награждён призом «Восходящая звезда Еврокубка»; в возрасте 18 лет и 362 дней он стал вторым самым молодым игроком, завоевавшим эту награду, будучи всего на месяц старше Джанана Мусы, который выиграл эту награду в 2018 году.
12 мая 2024 года Ризаше был назван лучшим молодым игроком чемпионата Франции сезона 2023/2024, набирая в среднем 10,1 очков и 3,8 подборов за 22 минуты за игру.

### Атланта Хокс (2024—настоящее время)
22 апреля 2024 года Ризаше объявил, что подал заявку на участие в драфте НБА 2024 года. Его заявка была подтверждена НБА 2 мая.
В ночь на 26 июня 2024 года «Атланта Хокс» выбрал Ризаше 1-м номером на драфте НБА. При этом он стал вторым подряд французским игроком, выбранным под первым номером, после того как «Сан-Антонио Спёрс» выбрали Виктора Вембаньяму в предыдущем году. Он стал четвёртым международным игроком, выбранным под первым номером, после самого Вембаньямы, итальянца Андреа Барньяни (2006) и китайца Яо Мин (2002). Рисаше был выбран вместе с другими французами Алексом Сарром (выбранным «Вашингтон Уизардс» вторым номером) и Тиджаном Салауном (выбранным «Шарлотт Хорнетс» шестым номером), что сделало Францию первой иностранной страной в истории драфта НБА, не менее трёх игроков которых выбрали в первой десятке.
6 июля 2024 года Ризаше подписал контракт с «Хокс», а шесть дней спустя он дебютировал в Летней лиге НБА в проигранном матче против «Вашингтон Уизардс» (94:88), набрав 18 очков, сделав 5 подборов и 2 результативные передачи. Ризаше дебютировал в регулярном сезоне НБА 23 октября, набрав 7 очков и 1 подбор за 19 минут в победном матче против «Бруклин Нетс» (120:116). 6 ноября Ризаше набрал рекордные в своей карьере 33 очка в победном матче против «Нью-Йорк Никс» (121:115).
31 января 2025 года Ризаше набрал 30 очков при 5 из 6 трехочковых в матче против «Кливленд Кавальерс» (115:137). 30 марта 2025 года Ризаше набрал 36 очков в победе над «Милуоки Бакс» со счетом 145:124. Он стал четвертым игроком, набравшим 35+ очков и 5+ трехочковых в игре в качестве новичка после Аллена Айверсона, Леброна Джеймса и Энтони Эдвардса. 10 апреля Ризаше набрал максимальные в карьере 38 очков в победе над «Бруклин Нетс» со счетом 133:109.

## Сборная Франции
Ризаше играл за сборную Франции (до 17 лет) на юношеском чемпионате мира 2022 года. Он набирал в среднем 10,4 очков и 4,4 подбора за игру, и помог Франции выиграть бронзовую медаль.
В феврале 2024 года Ризаше был вызван в национальную сборную Франции для участия в отборочных играх чемпионата Европы 2025 года.

## Профиль игрока
Играя на позиции лёгкого форварда, Рисаше считается очень эффективным игроком, играющим в стиле «кэтч-энд-шот», а также хорошим снайпером, выходящим из-под заслонов или со средней дистанции. Его универсальность была оценена по достоинству за его способность защищать как защитников, так и нападающих на периметре.

## Личная жизнь
Отец Ризаше, Стефан Ризаше, также играл в баскетбол на профессиональном уровне. В составе сборной Франции он выиграл серебряную медаль на летних Олимпийских играх 2000 года.

## Статистика

### Статистика в НБА
| Сезон   | Команда | Регулярный сезон | Регулярный сезон | Регулярный сезон | Регулярный сезон | Регулярный сезон | Регулярный сезон | Регулярный сезон | Регулярный сезон | Регулярный сезон | Регулярный сезон | Регулярный сезон | Серия плей-офф | Серия плей-офф | Серия плей-офф | Серия плей-офф | Серия плей-офф | Серия плей-офф | Серия плей-офф | Серия плей-офф | Серия плей-офф | Серия плей-офф | Серия плей-офф |
| Сезон   | Команда | GP               | GS               | MPG              | FG%              | 3P%              | FT%              | RPG              | APG              | SPG              | BPG              | PPG              | GP             | GS             | MPG            | FG%            | 3P%            | FT%            | RPG            | APG            | SPG            | BPG            | PPG            |
| ------- | ------- | ---------------- | ---------------- | ---------------- | ---------------- | ---------------- | ---------------- | ---------------- | ---------------- | ---------------- | ---------------- | ---------------- | -------------- | -------------- | -------------- | -------------- | -------------- | -------------- | -------------- | -------------- | -------------- | -------------- | -------------- |
| 2024/25 | Атланта | 75               | 73               | 24,6             | 45,8             | 35,5             | 71,1             | 3,6              | 1,2              | 0,7              | 0,5              | 12,6             | Не участвовал  | Не участвовал  | Не участвовал  | Не участвовал  | Не участвовал  | Не участвовал  | Не участвовал  | Не участвовал  | Не участвовал  | Не участвовал  | Не участвовал  |
|         | Всего   | 75               | 73               | 24,6             | 45,8             | 35,5             | 71,1             | 3,6              | 1,2              | 0,7              | 0,5              | 12,6             | Не участвовал  | Не участвовал  | Не участвовал  | Не участвовал  | Не участвовал  | Не участвовал  | Не участвовал  | Не участвовал  | Не участвовал  | Не участвовал  | Не участвовал  |